# Piazza dei Miracoli
Piazza dei Miracoli (česky Náměstí zázraků) je náměstí v italské Pise oficiálně známé jako Piazza del Duomo (Katedrální náměstí), na kterém se nachází některé z nejvýznamnějších italských památek. Jedná se o šikmou věž, baptisterium a dóm. Název náměstí pochází z pera italského spisovatele a básníka Gabriela d'Annunziho. Náměstí bylo v roce 1987 prohlášeno za kulturní památku světového dědictví.